# BYD Shark
La BYD Shark es una camioneta pickup híbrida enchufable lanzada oficialmente en México en el año 2024, es el primer vehículo de tipo pickup de la marca BYD Auto. Utiliza una mecánica denominada DMO (Dual Mode Off-Road), la cual combina eficiencia con rendimiento en un todoterreno.

## Motor
Cuenta con un motor turbo de 1.5L y dos motores eléctricos (motor eléctrico delantero de 170kw y trasero de 150kw), capaz de llegar de 0 a 100 en menos de 6 segundos, mismos que otorgan una autonomía de más de 800 km.

## Seguridad
La BYD Shark cuenta con seis bolsas de aire, dos para conductor, dos para el pasajero delantero, y bolsas de aire de cortina para los pasajeros traseros. Además de incorporar múltiples asistentes de conducción, de los que destacan: asistencia en puntos ciegos (BSD), alerta de tráfico cruzado (LDW Y LCW), asistencia de frenado hidráulico (HBA), distribución electrónica de la fuerza de frenado (EBD), frenado de emergencia autónomo (AEB) y sistema de monitoreo de presión de neumáticos.